# Stazione di Visp
La stazione di Visp è la stazione ferroviaria a servizio dell'omonima città svizzera. È gestita dalle Ferrovie Federali Svizzere.